# Roberto Pereira Peixoto
Roberto Pereira Peixoto (Taubaté, 6 de abril de 1951) é um engenheiro civil e político brasileiro, prefeito da cidade de Taubaté, eleito em 2004 para o primeiro mandato (2005-2008).
No dia 5 de Outubro de 2008, Roberto Peixoto foi reeleito prefeito de Taubaté para o mandato (2009-2013), tendo como vice a petista Vera Sába.
Peixoto é engenheiro civil formado pela Universidade de Taubaté e além de prefeito também exerceu o cargo de vereador, tendo sido também presidente da Câmara Municipal de Taubaté.

## Contas municipais
A Câmara Municipal, em sessão no dia 15 de abril de 2009, aceitou o parecer do Tribunal de Contas da União, que rejeitava as contas municipais do ano de 2005, primeiro ano do mandato de Peixoto. Com isso, o prefeito fica inelegível por cinco anos. As contas foram rejeitadas pelo tribunal e pela Câmara por diversas irregularidades, dentre as quais destaca-se o não pagamento de precatórios da prefeitura.